# Carmen Kaminsky
Carmen Kaminsky (* 1962 in Bochum) ist eine deutsche Professorin, Philosophin und Autorin.
Kaminsky studierte nach ihrer Schulausbildung an der Universität Bochum Philosophie. Nach ihrem erfolgreichen Studienabschluss und der Verteidigung ihrer Dissertation im Jahr 1996 erhielt sie eine Anstellung als Professorin an der Fachhochschule Köln. Sie erteilt unter anderem Kurse und Seminare in den Bereichen Ethik und Recht, Ethik in der Medizin und Sozialphilosophie. Zu ihren Forschungsschwerpunkten gehören Moralphilosophie (insbes. anwendungsbezogene Ethik), philosophische Anthropologie und Kulturphilosophie. Kaminsky veröffentlichte mehrere Bücher und schrieb zahlreiche Artikel zu verschiedenen Themen.

## Werke (Auswahl)
- Gesagt, gemeint, verstanden? Zur Problematik der Validität vorsorglicher Patientenverfügungen, In: Medizinethische Materialien, Heft 115, Zentrum für Medizinische Ethik, Bochum 1997. ISBN  	978-3-927855-96-0.
- Embryonen, Ethik und Verantwortung – Eine kritische Analyse der Statusdiskussion als Problemlösungsansatz angewandter Ethik, Mohr Siebeck, Tübingen 1998. ISBN 978-3-16-146871-1. (Zugleich: Diss., Univ. Bochum 1996).
- Moral für die Politik. Eine konzeptionelle Grundlegung der Angewandten Ethik, mentis Verlag, Paderborn 2005. ISBN 978-3-89785-438-3.
- Verantwortung für die Zukunft, Festschrift zum 60. Geburtstag von Dieter Birnbacher. Lit-Verlag, Münster 2006 (gemeinsam mit Oliver Hallich).
- Soziale Arbeit – normative Theorie und Professionsethik, Verlag Barbara Budrich, Opladen 2018. ISBN 978-3-8474-2063-7.